# Henry Scheffer

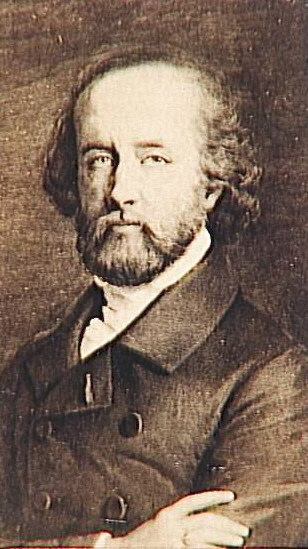
Henry Scheffer, (fotografía de Pierre Petit)

Henry Scheffer (La Haya; 25 de septiembre de 1798 - París, 15 de marzo de 1862) fue un pintor francés de origen neerlandés, discípulo de Pierre Narcisse Guérin y hermano del también pintor Ary Scheffer. En 1811, tras la muerte de su padre, se trasladó a París con sus dos hermanos Arnold y Ary, entrando en contacto con los salones en los que se ralizaban exposiciones. Mantuvo siempre una línea clasicista. Es especialmente conocido como retratista.
Uno de sus hijos, Arnold Ary Scheffer, fue también pintor y una de sus hijas se casó con el escritor Ernest Renan.